# Succentor
Le succentor, ou sous-chantre, désigne l'assistant du préchantre, généralement dans l'organisation de la liturgie des anciennes cathédrales anglicanes.

## Fonctions
Le succentor ou sous-chantre aide à la préparation et à la conduite de la liturgie, notamment celle des psaumes, des prières et des répons.
À l'époque moderne, c'est le chantre qui est responsable de la conduite de la liturgie et de la musique dans les cathédrales anglaises, mais certaines cathédrales, telles que St Paul, Durham ou la Christ Church d'Oxford, conservent également un succentor. La cathédrale de Lichfield a quant à elle utilisé le titre de sous-chantre. L'abbaye de Westminster conserve également cette tradition. La cathédrale de Brecon n'a qu'un successeur et n'a pas de chantre. Le succentor est habituellement désigné comme un chanoine de rang inférieur,.
Le Radley College a la particularité d'avoir un succentor laïc, en la personne de l'organiste. Il est assistant du chantre laïc, chargé de diriger la musique au sein de l'école.